# Алафердов, Александр Галустович
Александр Галустович Алафердов (Алавердян) (10 августа 1914 — 19 декабря 1994) — помощник командира саперного взвода 463-го стрелкового полка (118-я стрелковая дивизия, 5-я гвардейская армия, 1-й Украинский фронт) старшина — на момент представления к награждению орденом Славы 1-й степени.

## Биография
Родился 10 августа 1914 года в городе Ейск Краснодарского края в армянской семье. Работал слесарем на заводе. В 1936—1939 годах проходил срочную службу в Красной Армии.
В 1941 году был вновь призван в армию. В 1942 году попал в окружение и плен. В 1943 году, освободившись из неволи, вернулся на фронт.
6 октября 1944 года старший сержант А. Алафердов награждён орденом Славы 3-й степени. 16 февраля 1944 года награждён орденом Славы 2-й степени.
22 февраля 1945 года, действуя южнее города Бреслау (ныне Вроцлав, Польша), старшина А. Алафердов возглавил группу сапёров, которая сняла 70 противотанковых мин, 19 из них на его личном счету.
Указом Президиума Верховного Совета СССР от 27 июня 1945 года за исключительное мужество, отвагу и бесстрашие на заключительном этапе Великой Отечественной войны старшина Алафердов Александр Галустович награждён орденом Славы 1-й степени. Стал полным кавалером ордена Славы.
В 1945 году уволен в запас в звании лейтенанта. После демобилизации вернулся на родину, работал в разных районах Краснодарского края. Работал учителем труда в школе № 8 г. Славянск-на-Кубани. Последние годы прожил в посёлке Садовый Славянского района.
Умер 19 декабря 1994 года. Похоронен на кладбище г. Славянск-на-Кубани.